# Altica vitiosa
Altica vitiosa är en skalbaggsart som beskrevs av Willis Blatchley 1928. Altica vitiosa ingår i släktet Altica och familjen bladbaggar. Inga underarter finns listade i Catalogue of Life.